# قائمة إصدارات الطوابع البريدية في عجمان (1965)
الكثير من الطوابع التي أصدرت في إمارة عجمان تصنف ضمن طوابع الكثبان الرملية. طبعت هذه الطوابع بكثرة في الستينيات وأوائل السبعينيات من القرن الماضي، وتكاد تكون عديمة القيمة اليوم.
وجد فينبار كيني وهو رجل أعمال أمريكي ومن هواة جمع الطوابع الفرصة لإنشاء عدد من الإصدارات من الطوابع التي تستهدف سوق جامعي الطوابع المربح. وقد أبرم في عام 1964 اتفاقات مع إمارات الخليج العربي لإصدار طوابع، ومن بينها إمارة عجمان. حملت هذه الطوابع مصورا ذات ألوان وأشكال صارخة وليس لها صلة فعلية بالإمارات.
كان بيع الطوابع البريدية لفترة قصيرة تجارة مربحة للإمارات، حيث كان لمعظم الإمارات القليل من مصادر الدخل، باستثناء إمارة أبو ظبي، التي توفر فيها إنتاج النفط منذ عام 1965. ومع ذلك، انخفضت الإيرادات التي تصل إلى 70 ألف جنيه إسترليني للإمارات الأفقر إلى 30 ألف جنيه إسترليني مع التشبع الحتمي للسوق. شكل بيع الطوابع بحلول عام 1966 المصدر الرئيسي لدخل الإمارات المتصالحة الشمالية.
أدى انتشارها في النهاية إلى تقليل قيمتها، ولهذا السبب، فإن العديد من الكتالوجات الشعبية اليوم لا تدرجها حتى.
اتهم فينبار كيني بالتورط في قضية رشوة في الولايات المتحدة بسبب تعاملاته مع حكومة جزر كوك. انتهت ترتيبات فينبار كيني عندما توحدت الإمارات العربية المتحدة في ديسمبر 1971.
هذه قائمة إصدارات الطوابع البريدية في عجمان لعام 1965، أصدرت عدة إصدارات، أبرزها الإصدارات المتعلقة بالمناسبات الرياضية.

## إصدارات الألعاب الأولمبية الصيفية 1964
أصدرت مجموعة من 10 طوابع لمناسبة الألعاب الأولمبية الصيفية 1964 التي أقيمت في طوكيو باليابان، وقد توفرت الطوابع بإصدار مخرم وإصدار غير مخرم:
| #  | تاريخ الإصدار | الوصف                            | صورة الإصدار المخرم | صورة الإصدار غير المخرم | القيمة      |
| -- | ------------- | -------------------------------- | ------------------- | ----------------------- | ----------- |
| 1  | 12 يناير 1965 | رياضة الركض                      |                     |                         | 5 بيزات     |
| 2  | 12 يناير 1965 | رياضة الملاكمة                   |                     |                         | 10 بيزات    |
| 3  | 12 يناير 1965 | رياضة الركض                      |                     |                         | 15 بيزة     |
| 4  | 12 يناير 1965 | رياضة الجودو                     |                     |                         | 25 بيزة     |
| 5  | 12 يناير 1965 | رياضة الجمناستك على حصان المقابض |                     |                         | 50 بيزة     |
| 6  | 12 يناير 1965 | رياضة المركب الشراعي             |                     |                         | روبية واحدة |
| 7  | 12 يناير 1965 | رياضة الملاكمة                   |                     |                         | روبية ونصف  |
| 8  | 12 يناير 1965 | رياضة الجودو                     |                     |                         | روبيتان     |
| 9  | 12 يناير 1965 | رياضة المركب الشراعي             |                     |                         | 3 روبيات    |
| 10 | 12 يناير 1965 | رياضة الجمناستك على حصان المقابض |                     |                         | 5 روبيات    |

وتوفر منها بطاقات تذكارية تحتوي على 4 طوابع:

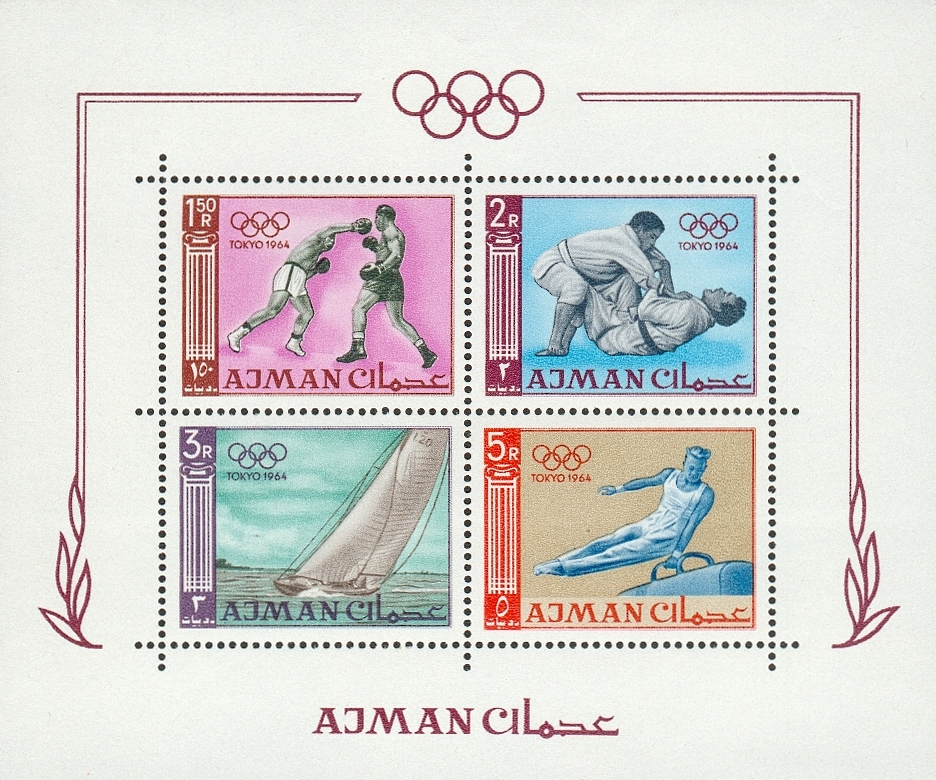
بطاقة تذكارية مخرمة تحتوي على 4 طوابع
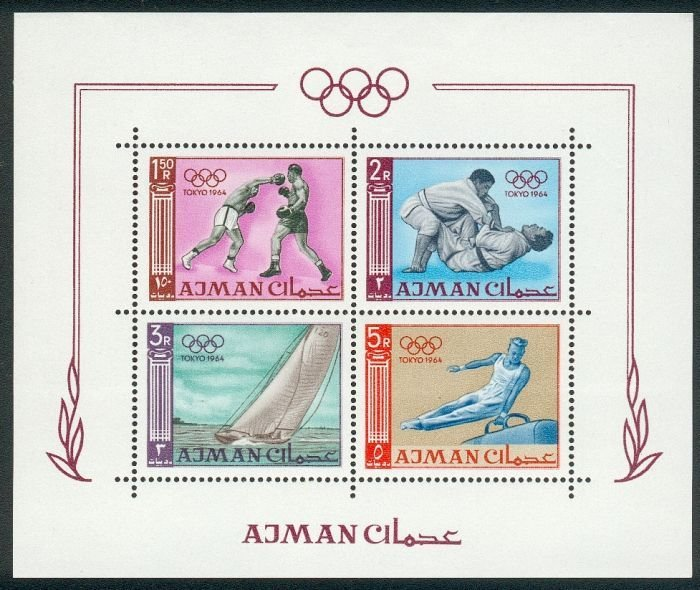
صورة أخرى للبطاقة التذكارية المخرمة
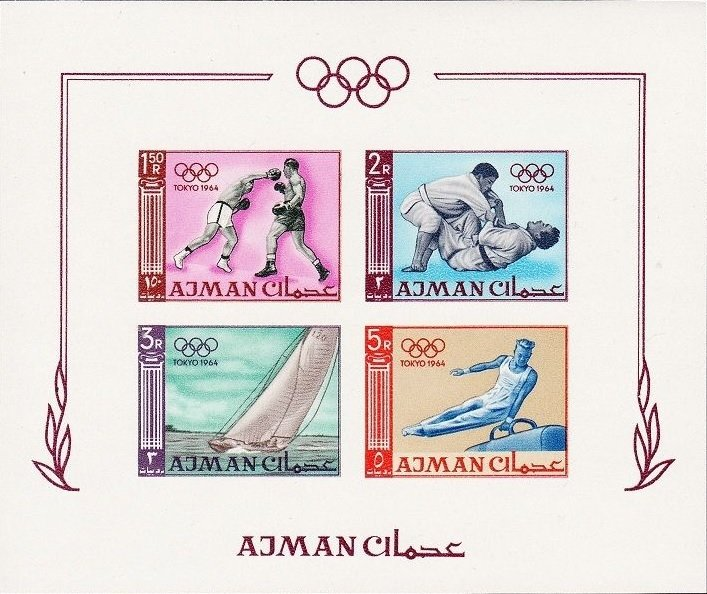
بطاقة تذكارية غير مخرمة تحتوي على 4 طوابع

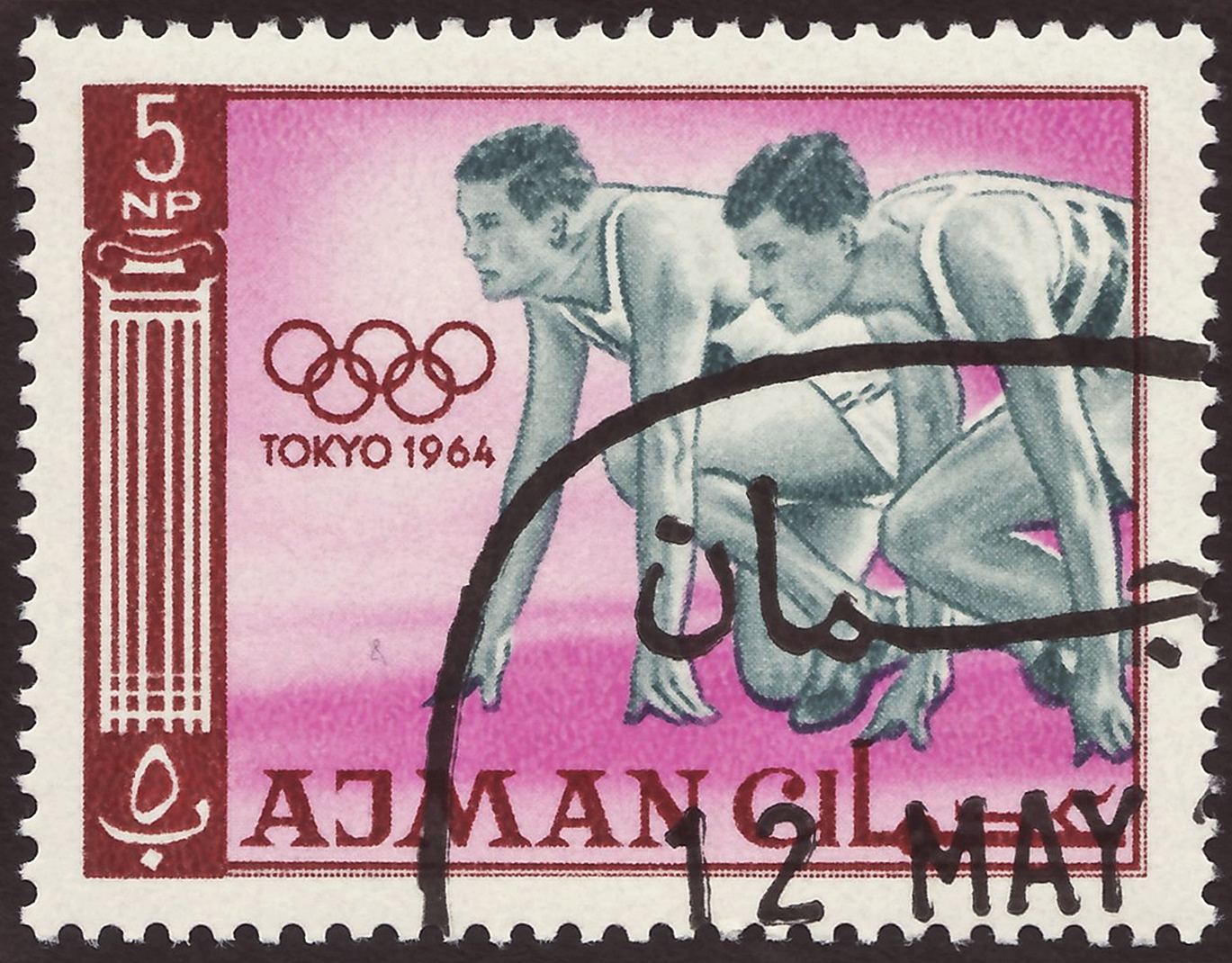
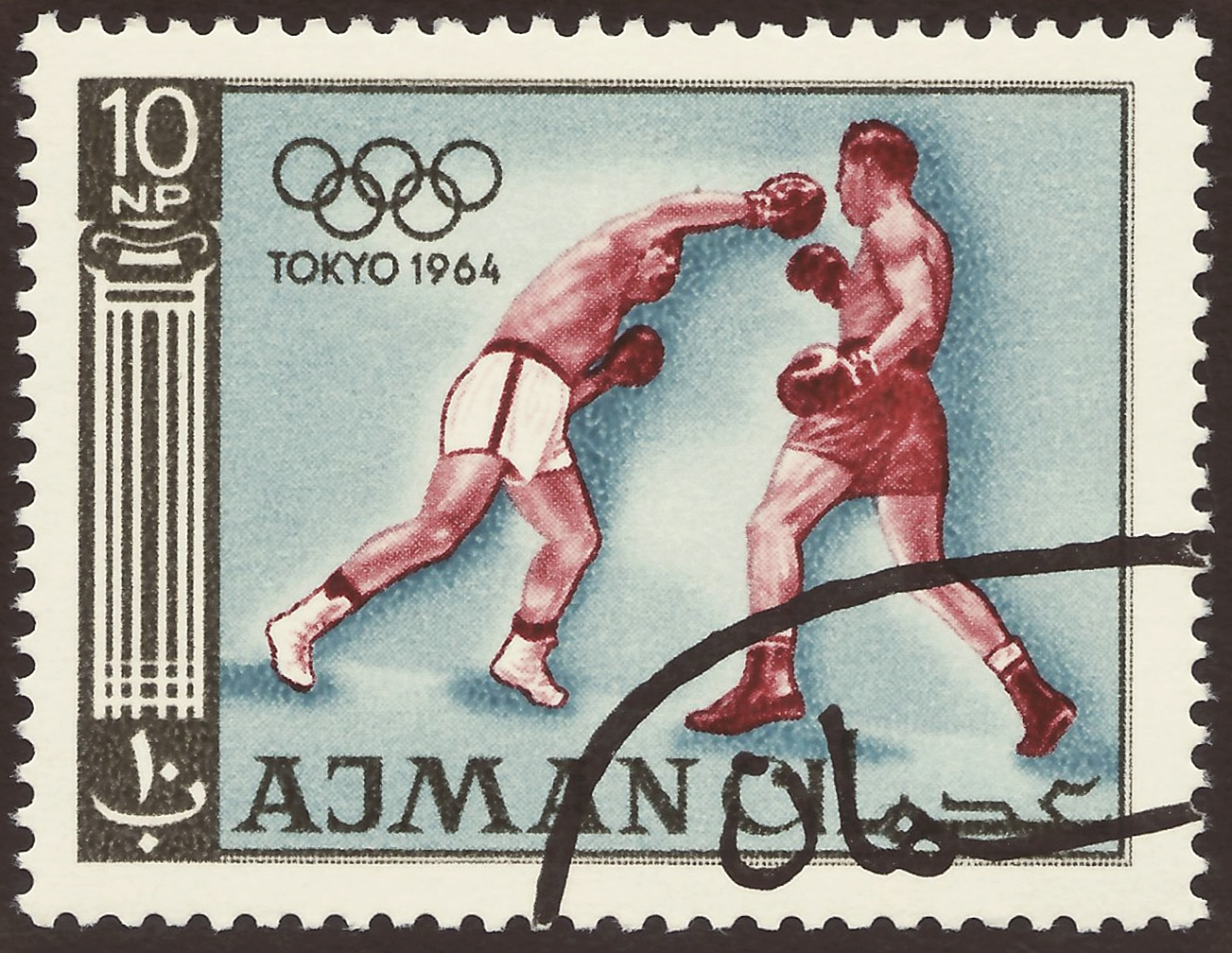
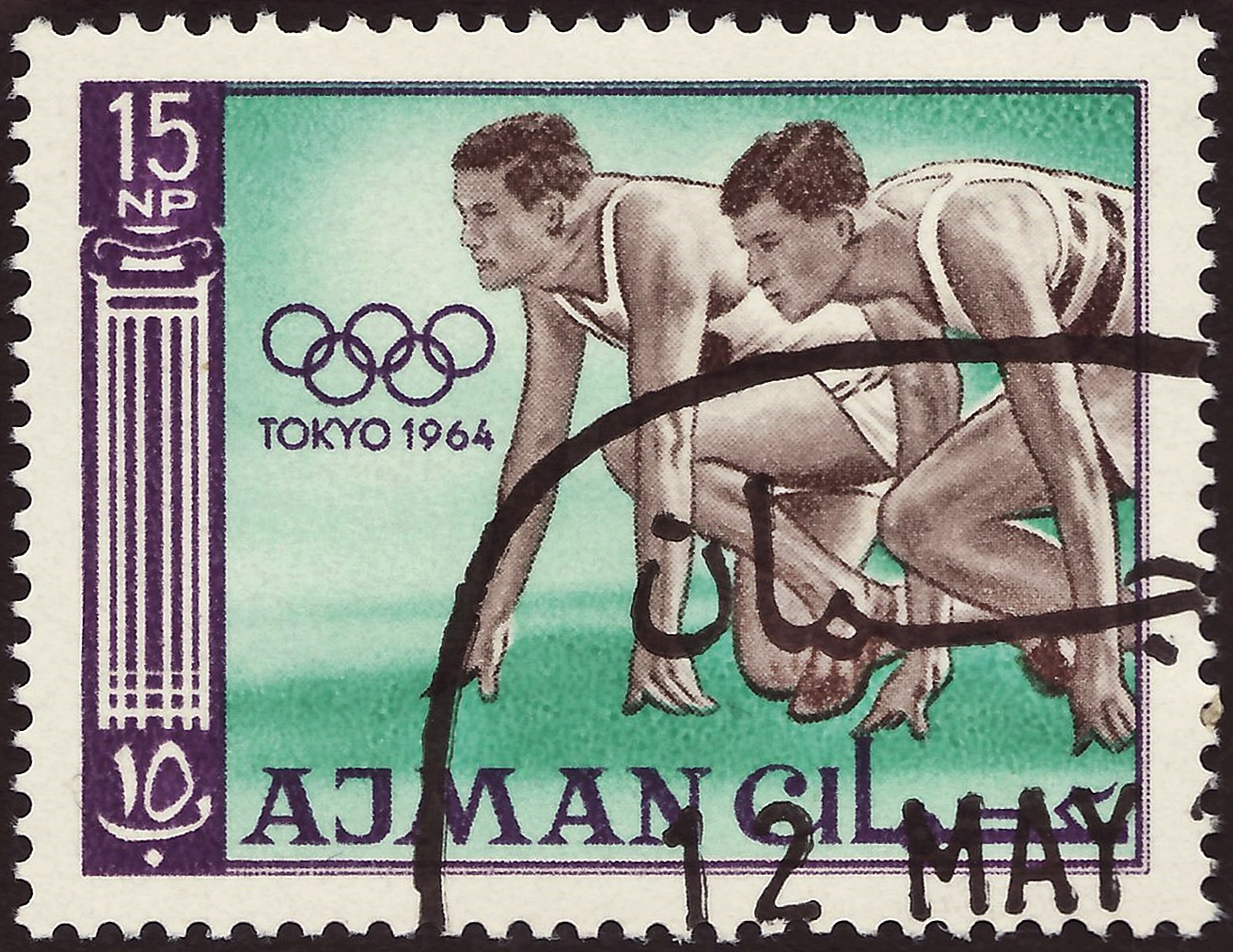
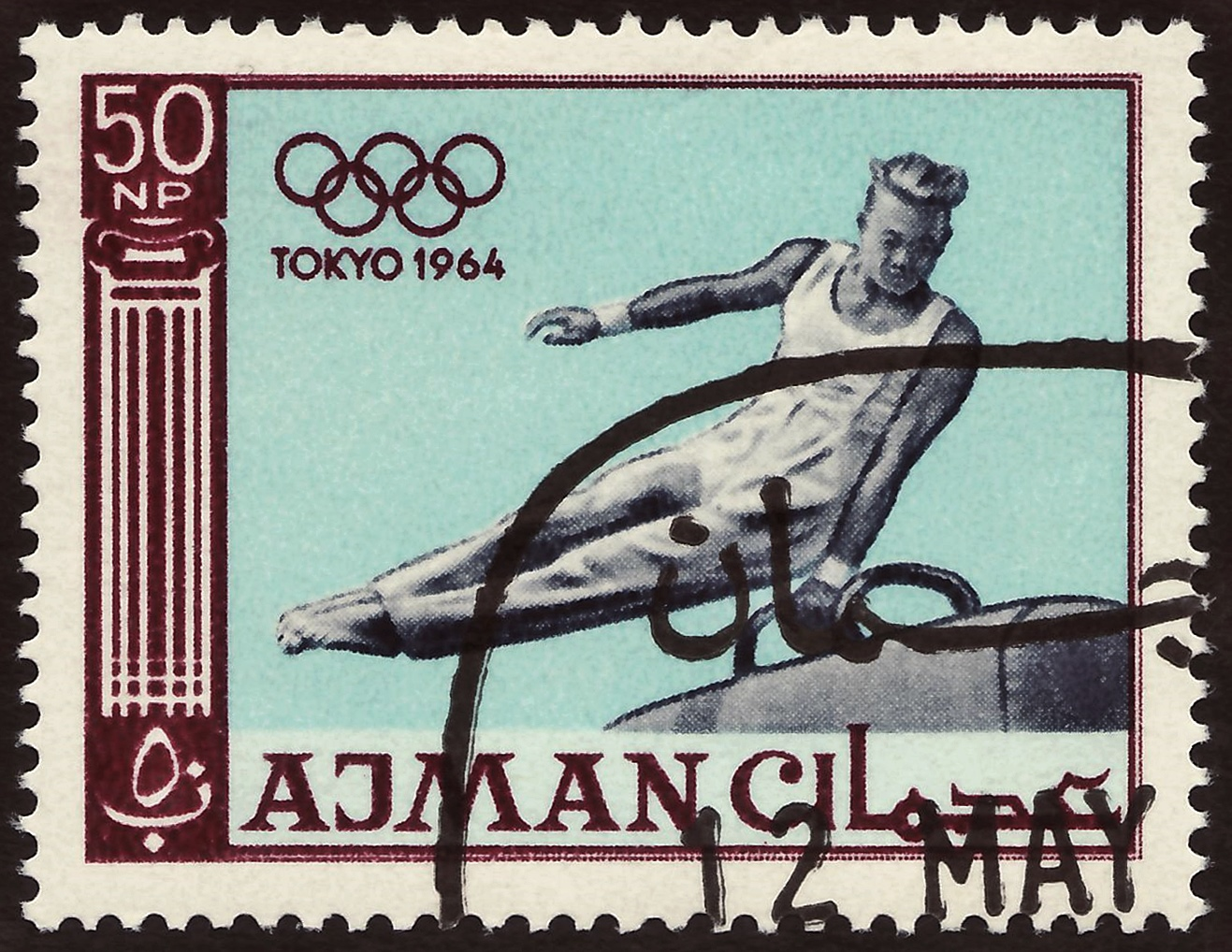
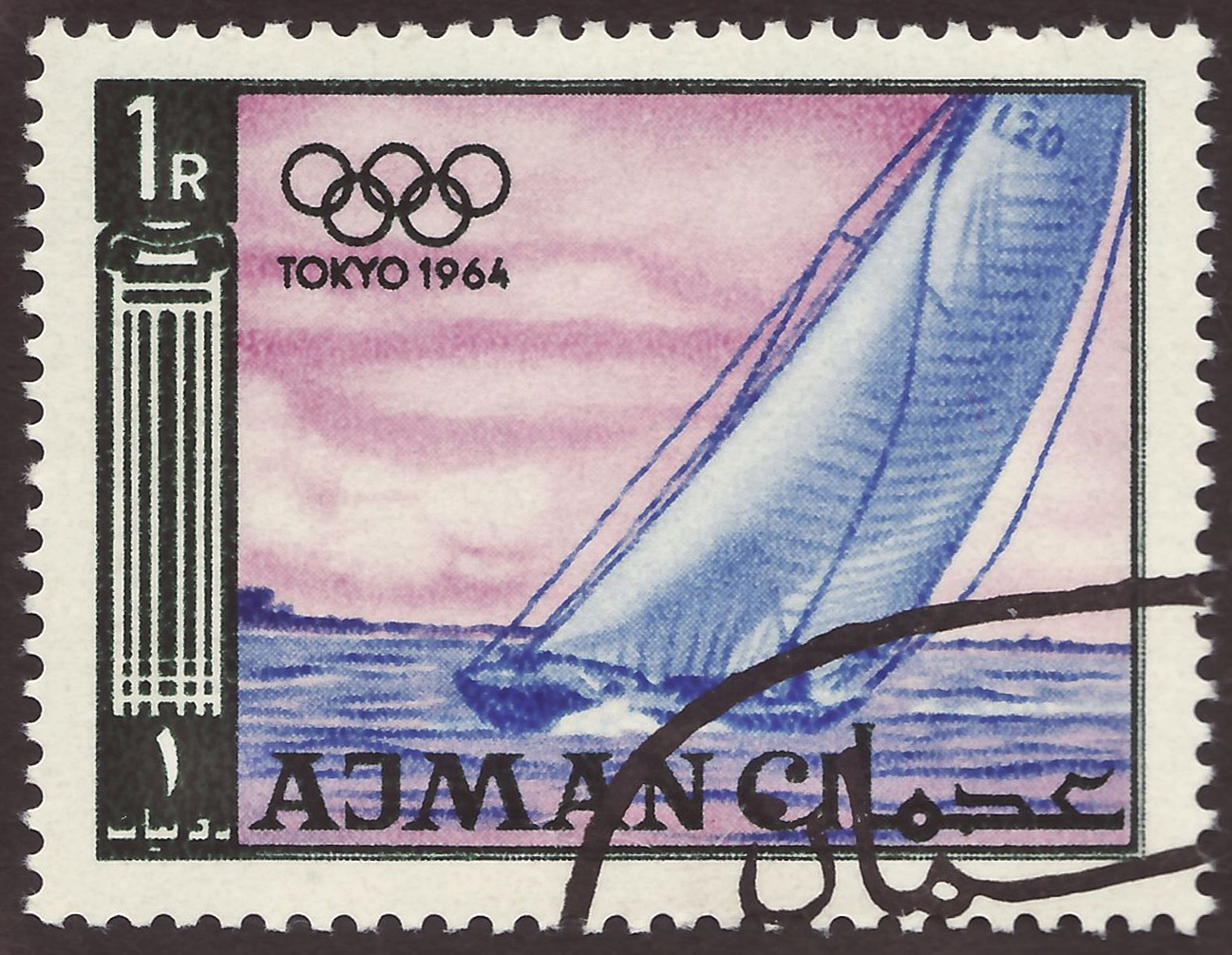
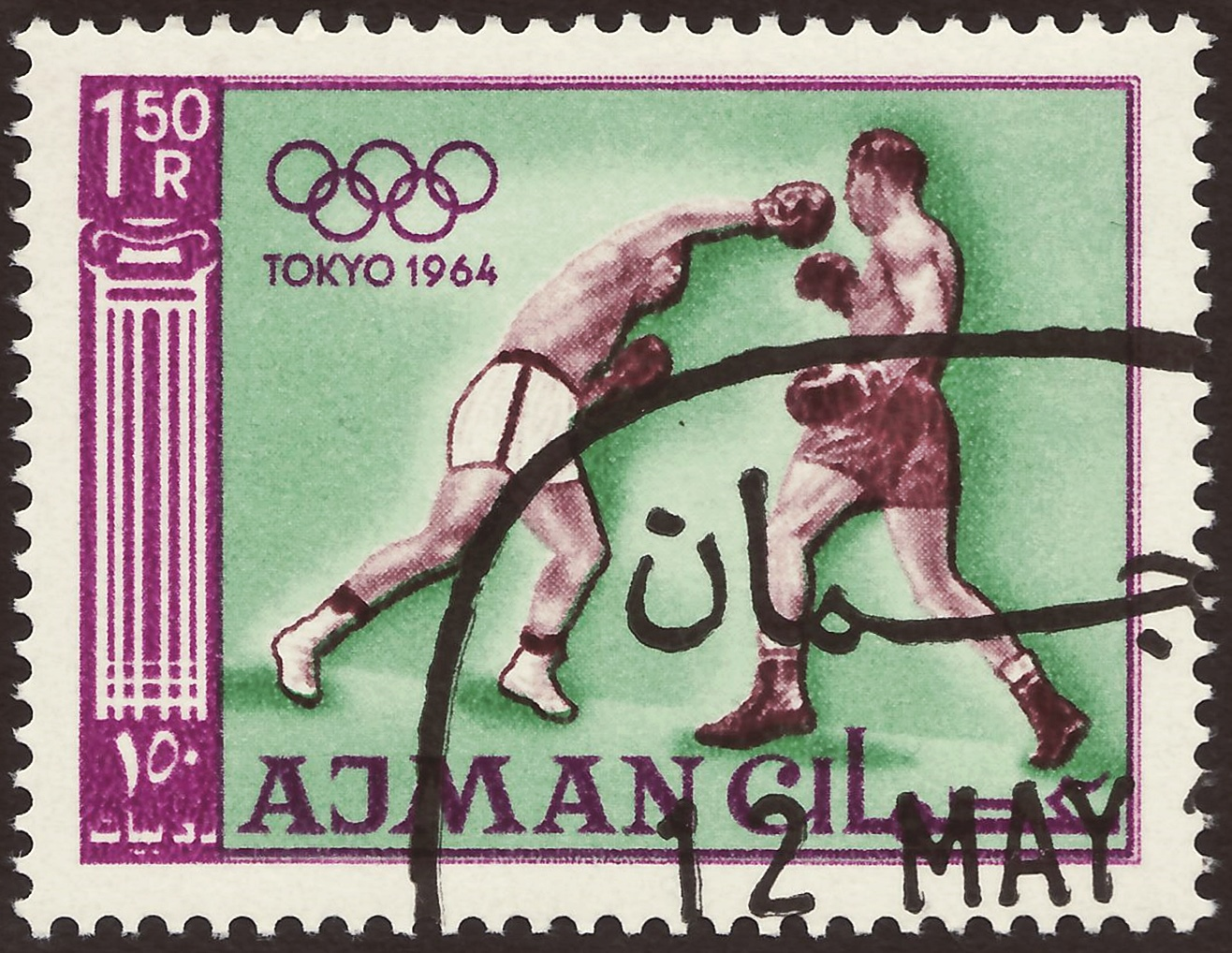
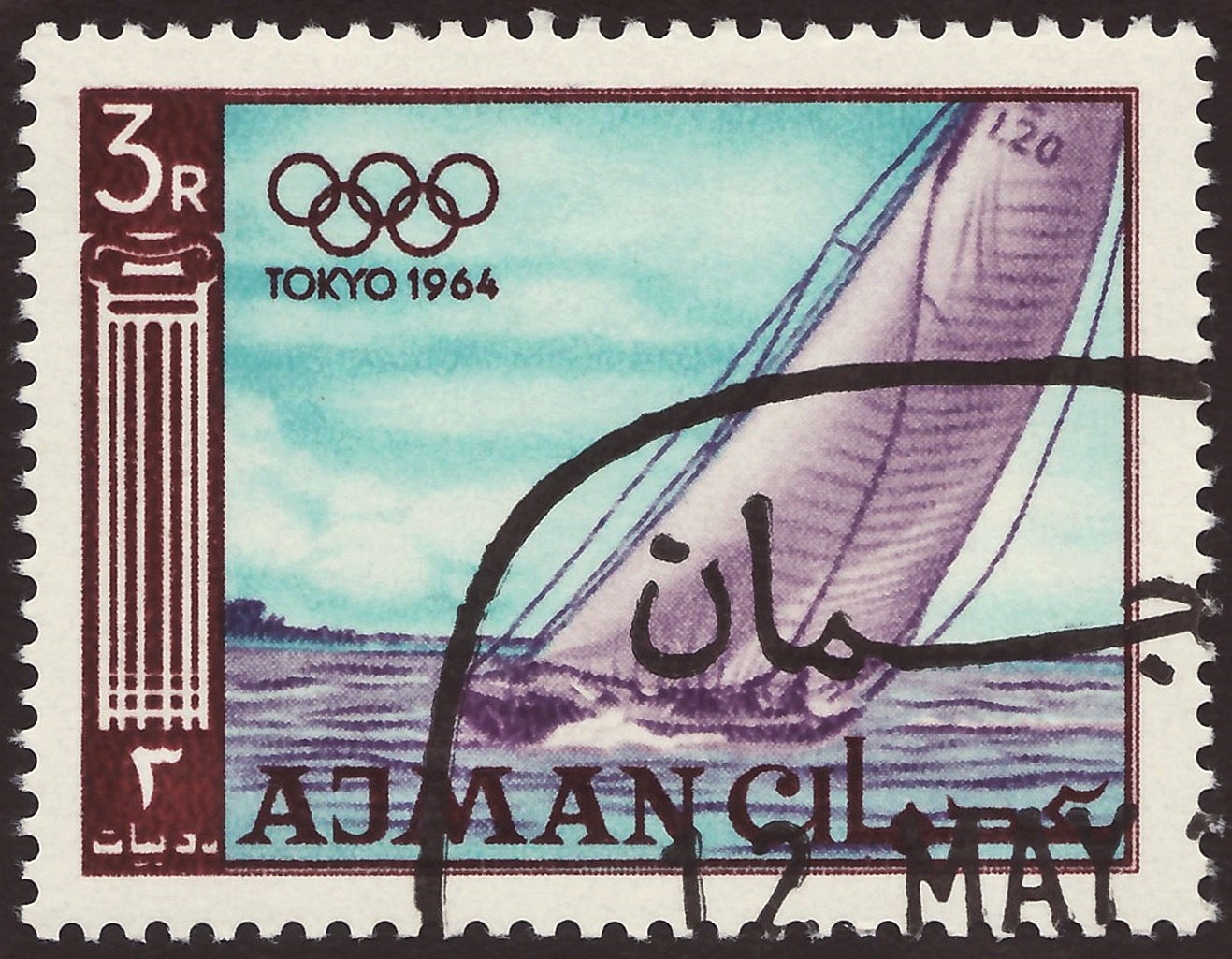
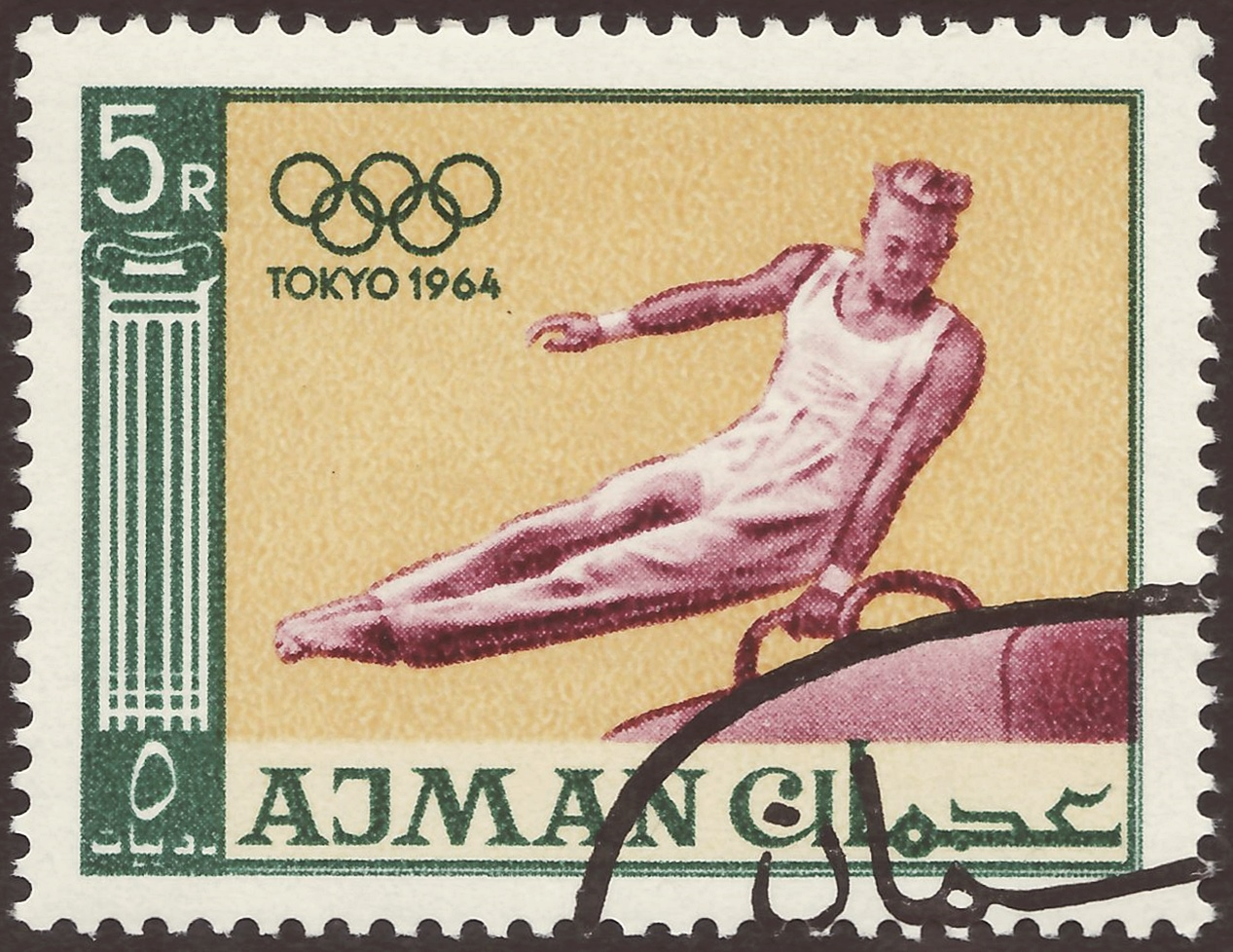

وقد وزعت مجموعة منها مختومة مسبقا:

## إصدارات معرض الذكرى المئوية لدليل طوابع ستانلي جيبونز
عقد في لندن في إنجلترا في سنة 1965: معرض الذكرى المئوية لدليل طوابع ستانلي جيبونز والذكرى 125 لأول طابع، وحمل المعرض شعار "طوابع على طوابع"، وقد توفرت الطوابع بإصدار مخرم وإصدار غير مخرم:
| # | تاريخ الإصدار | الوصف | صورة الإصدار المخرم | صورة الإصدار غير المخرم | القيمة      |
| - | ------------- | --- | ------------------- | ----------------------- | ----------- |
| 1 | 6 مايو 1965   | طابع ملون تظهر عليه صورة دليل طوابع ستانلي جيبونز وطابع الإسكندرية المؤقت الصادر عن مدير البريد، المعروف بـ"الفتى الأزرق" |                     |                         | 5 بيزات     |
| 2 | 6 مايو 1965   | طابع ملون تظهر عليه صورة الزئبق الأحمر (طابع جريدة) مع صورة دليل طوابع إليزابيث                                           |                     |                         | 10 بيزات    |
| 3 | 6 مايو 1965   | طابع ملون تظهر فيه صورة طابع غيانا البريطانية 1 سنت ماجنتا مع صورة دليل طوابع ستانلي جيبونز                               |                     |                         | 15 بيزة     |
| 4 | 6 مايو 1965   | طابع ملون تظهر فيه صورة طابع كندا 12 بنس أسود مع صورة دليل طوابع إليزابيث                                                 |                     |                         | 25 بيزة     |
| 5 | 6 مايو 1965   | طابع ملون تظهر فيه صورة طوابع مبشري هاواي مع صورة دليل طوابع ستانلي جيبونز                                                |                     |                         | 50 بيزة     |
| 6 | 6 مايو 1965   | طابع ملون تظهر فيه صورة طوابع مكتب بريد موريشيوس مع صورة دليل طوابع ستانلي جيبونز                                         |                     |                         | روبية واحدة |
| 7 | 6 مايو 1965   | طابع ملون تظهر فيه صورة طابع جنيف المزدوج مع صورة دليل طوابع ستانلي جيبونز                                                |                     |                         | 3 روبيات    |
| 8 | 6 مايو 1965   | طابع ملون تظهر فيه صورة طابع تسكانة (1860) مع صورة دليل طوابع ستانلي جيبونز                                               |                     |                         | 5 روبيات    |

وتوفر منها بطاقات تذكارية تحتوي كل منها على 4 طوابع:

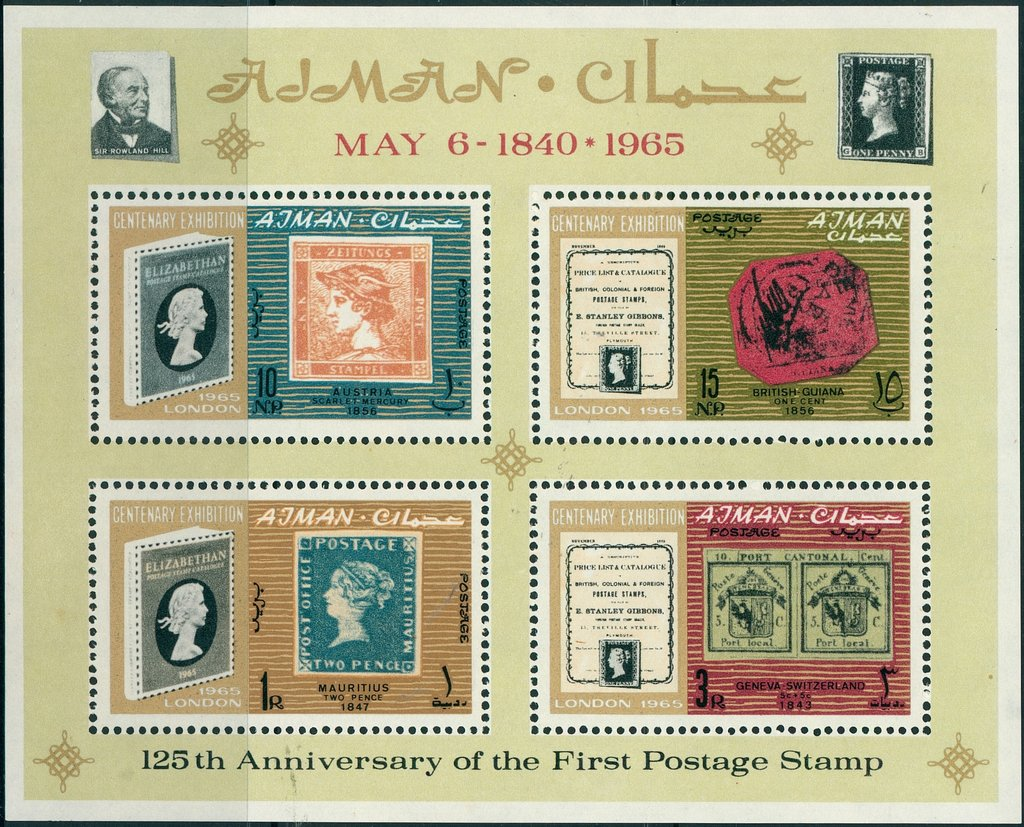
بطاقة مخرمة
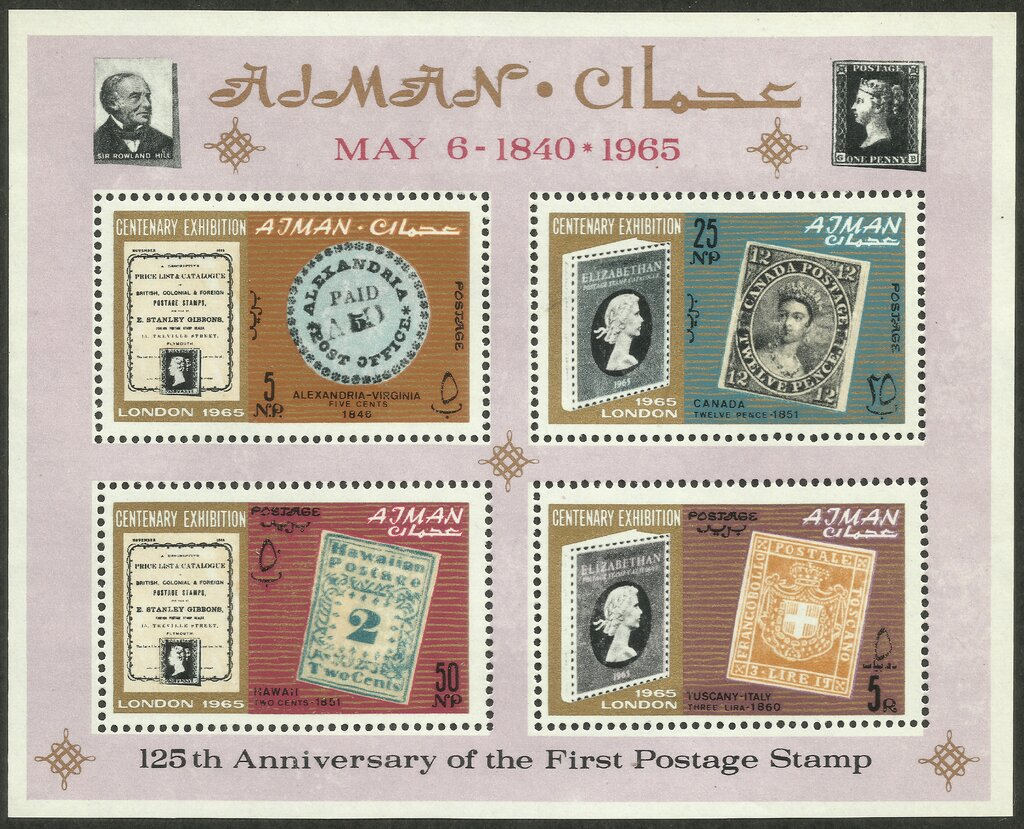
بطاقة مخرمة
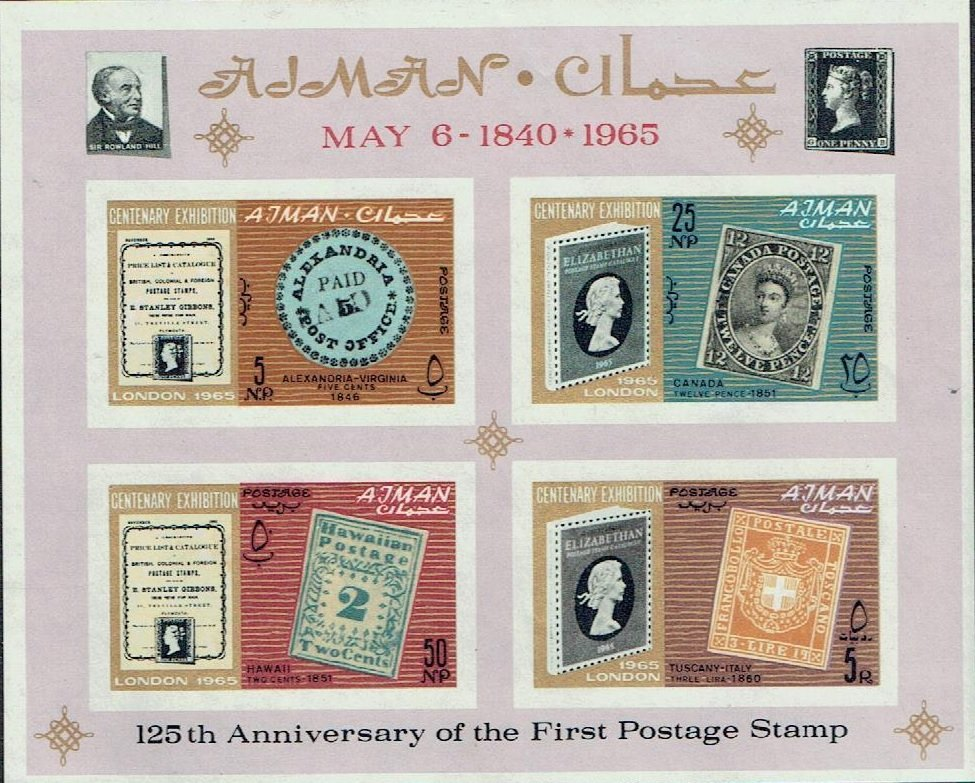
بطاقة غير مخرمة
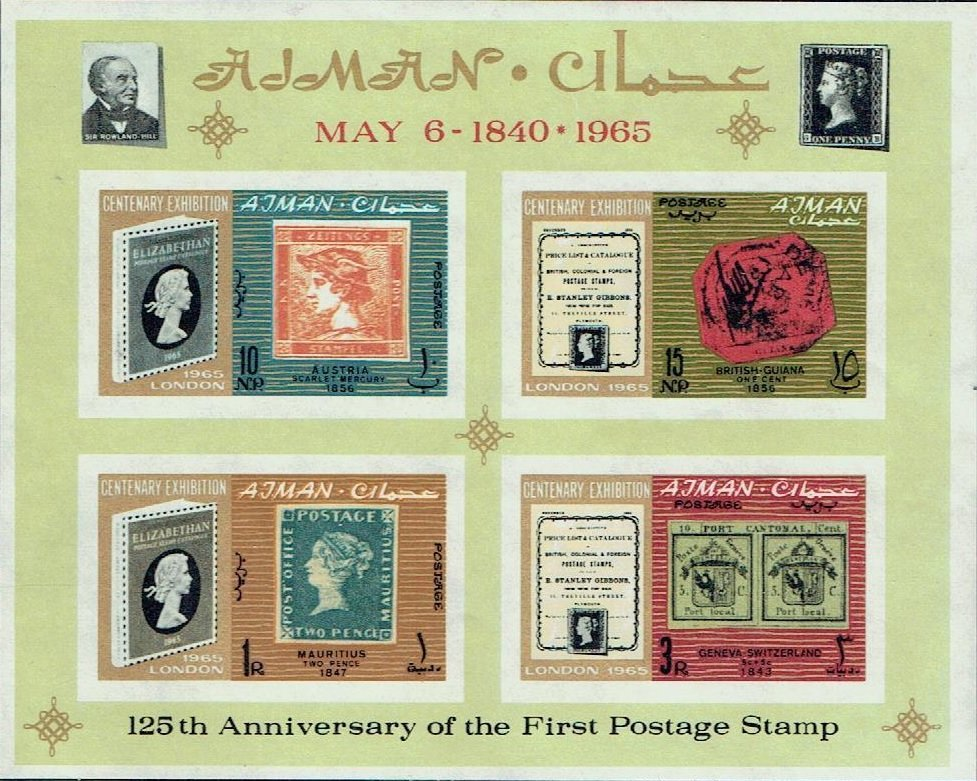
بطاقة غير مخرمة

## إصدارات دورة الألعاب العربية 1965
وشحت إصدارات الألعاب الأولمبية الصيفية لعام 1964 بتوشيح لمناسبة دورة الألعاب العربية 1965 في القاهرة، وظهرت الطوابع بإصدارين أحدهما بتوشيح باللغة العربية وأخر باللغة الإنجليزية، وكل منهما بإصدار مخرم وإصدار غير مخرم
| # | تاريخ الإصدار  | الوصف                            | صورة الإصدار المخرم بالتوشيح العربي | صورة الإصدار غير المخرم بالتوشيح العربي | صورة الإصدار المخرم بالتوشيح الإنجليزي | صورة الإصدار غير المخرم بالتوشيح الإنجليزي | القيمة     |
| - | -------------- | -------------------------------- | ----------------------------------- | --------------------------------------- | -------------------------------------- | ------------------------------------------ | ---------- |
| 1 | 27 سبتمبر 1965 | رياضة الركض                      |                                     |                                         |                                        |                                            | 15 بيزة    |
| 2 | 27 سبتمبر 1965 | رياضة الجمناستك على حصان المقابض |                                     |                                         |                                        |                                            | 50 بيزة    |
| 3 | 27 سبتمبر 1965 | رياضة الملاكمة                   |                                     |                                         |                                        |                                            | روبية ونصف |
| 4 | 27 سبتمبر 1965 | رياضة الجودو                     |                                     |                                         |                                        |                                            | روبيتان    |
| 5 | 27 سبتمبر 1965 | رياضة المركب الشراعي             |                                     |                                         |                                        |                                            | 3 روبيات   |

## إصدار البريد الجوي
أصدرت 9 طوابع، مخصصة للبريد الجوي، تشبه في تصميمها إصدارات الشيخ راشد بن حميد النعيمي لعام 1964، وقد توفرت الطوابع بإصدار مخرم وإصدار غير مخرم:
| # | تاريخ الإصدار  | الوصف                                                                                              | صورة الإصدار المخرم | صورة الإصدار غير المخرم | القيمة      |
| - | -------------- | -------------------------------------------------------------------------------------------------- | ------------------- | ----------------------- | ----------- |
| 1 | 15 نوفمبر 1965 | طابع ملون تظهر فيه صورة حاكم إمارة عجمان الشيخ راشد بن حميد النعيمي مع صورة حصان                   |                     |                         | 15 بيزة     |
| 2 | 15 نوفمبر 1965 | طابع ملون تظهر فيه صورة حاكم إمارة عجمان الشيخ راشد بن حميد النعيمي مع صورة سمكة ملاك ملكي         |                     |                         | 25 بيزة     |
| 3 | 15 نوفمبر 1965 | طابع ملون تظهر فيه صورة حاكم إمارة عجمان الشيخ راشد بن حميد النعيمي مع صورة جمل                    |                     |                         | 35 بيزة     |
| 4 | 15 نوفمبر 1965 | طابع ملون تظهر فيه صورة حاكم إمارة عجمان الشيخ راشد بن حميد النعيمي مع صورة سمكة ملاك الملكة       |                     |                         | 50 بيزة     |
| 5 | 15 نوفمبر 1965 | طابع ملون تظهر فيه صورة حاكم إمارة عجمان الشيخ راشد بن حميد النعيمي مع صورة سلحفاة مهمازية الورك   |                     |                         | 75 بيزة     |
| 6 | 15 نوفمبر 1965 | طابع ملون تظهر فيه صورة حاكم إمارة عجمان الشيخ راشد بن حميد النعيمي مع صورة سمكة الجوهرة الإفريقية |                     |                         | روبية واحدة |
| 7 | 18 ديسمبر 1965 | طابع ملون تظهر فيه صورة حاكم إمارة عجمان الشيخ راشد بن حميد النعيمي مع صورة لقلق أبيض              |                     |                         | روبيتان     |
| 8 | 18 ديسمبر 1965 | طابع ملون تظهر فيه صورة حاكم إمارة عجمان الشيخ راشد بن حميد النعيمي مع صورة نورس أبيض العين        |                     |                         | 3 روبيات    |
| 9 | 18 ديسمبر 1965 | طابع ملون تظهر فيه صورة حاكم إمارة عجمان الشيخ راشد بن حميد النعيمي مع صورة صقر وكري (حر)          |                     |                         | 5 روبيات    |

## إصدار الطوابع المالية
أصدرت 9 طوابع مالية مكتوب عليها باللغة الإنجليزية "On state service"، خصصت بعض الطوابع ضمن المجموعة للبريد الجوي، تشبه في تصميمها إصدارات الشيخ راشد بن حميد النعيمي لعام 1964، وقد توفرت الطوابع بإصدار مخرم وإصدار غير مخرم:
| # | تاريخ الإصدار  | الوصف | صورة الإصدار المخرم | صورة الإصدار غير المخرم | القيمة      |
| - | -------------- | --- | ------------------- | ----------------------- | ----------- |
| 1 | 1 ديسمبر 1965  | طابع ملون تظهر فيه صورة حاكم إمارة عجمان الشيخ راشد بن حميد النعيمي مع صورة حصان                                              |                     |                         | 25 بيزة     |
| 2 | 1 ديسمبر 1965  | طابع ملون تظهر فيه صورة حاكم إمارة عجمان الشيخ راشد بن حميد النعيمي مع صورة سمكة ملاك ملكي                                    |                     |                         | 40 بيزة     |
| 3 | 1 ديسمبر 1965  | طابع ملون تظهر فيه صورة حاكم إمارة عجمان الشيخ راشد بن حميد النعيمي مع صورة جمل                                               |                     |                         | 50 بيزة     |
| 4 | 1 ديسمبر 1965  | طابع ملون تظهر فيه صورة حاكم إمارة عجمان الشيخ راشد بن حميد النعيمي مع صورة سمكة ملاك الملكة                                  |                     |                         | 75 بيزة     |
| 5 | 18 ديسمبر 1965 | طابع ملون تظهر فيه صورة حاكم إمارة عجمان الشيخ راشد بن حميد النعيمي مع صورة سمكة الجوهرة الإفريقية، والطابع مخصص للبريد الجوي |                     |                         | 75 بيزة     |
| 6 | 18 ديسمبر 1965 | طابع ملون تظهر فيه صورة حاكم إمارة عجمان الشيخ راشد بن حميد النعيمي مع صورة سلحفاة مهمازية الورك                              |                     |                         | روبية واحدة |
| 7 | 18 ديسمبر 1965 | طابع ملون تظهر فيه صورة حاكم إمارة عجمان الشيخ راشد بن حميد النعيمي مع صورة لقلق أبيض، والطابع مخصص للبريد الجوي              |                     |                         | روبيتان     |
| 8 | 18 ديسمبر 1965 | طابع ملون تظهر فيه صورة حاكم إمارة عجمان الشيخ راشد بن حميد النعيمي مع صورة نورس أبيض العين، والطابع مخصص للبريد الجوي        |                     |                         | 3 روبيات    |
| 9 | 18 ديسمبر 1965 | طابع ملون تظهر فيه صورة حاكم إمارة عجمان الشيخ راشد بن حميد النعيمي مع صورة صقر وكري (حر)، والطابع مخصص للبريد الجوي          |                     |                         | 5 روبيات    |